# アーカンソー州

アーカンソー州
State of Arkansas

州の愛称: 自然の州
The Natural State

アーカンソー州（アーカンソーしゅう、英: State of Arkansas [ˈɑrkənsɔː] ( 音声ファイル)）は、アメリカ合衆国南部の州。アメリカ合衆国50州の中で、陸地面積では第29位、人口では第33位である。州の北はミズーリ州に接し、東はテネシー州とミシシッピ州に、西はオクラホマ州とテキサス州に、南はルイジアナ州に接している。略称Ark.，AR。州都かつ人口最大の都市は、州中央部に位置するリトルロック市である。前身のアーカンソー準州から1836年6月15日に合衆国25番目の州に昇格した。
地形的にはアメリカ内陸高原を構成するオザーク高原やワシタ山地 (Ouachita Mountains) のある山岳地から、東部のミシシッピ川やアーカンソー・デルタのある低地まで多様である。
| 家庭で話される言語（アーカンソー州） 2010 | 家庭で話される言語（アーカンソー州） 2010 | 家庭で話される言語（アーカンソー州） 2010 | 家庭で話される言語（アーカンソー州） 2010 | 家庭で話される言語（アーカンソー州） 2010 |
| ----------------------------------------- | ----------------------------------------- | ----------------------------------------- | ----------------------------------------- | ----------------------------------------- |
|                                           |                                           |                                           |                                           |                                           |
| 英語                                      | 英語                                      |                                           | 93.39%                                    | 93.39%                                    |
| スペイン語                                | スペイン語                                |                                           | 4.82%                                     | 4.82%                                     |

| 人種構成（アーカンソー州） 2010 | 人種構成（アーカンソー州） 2010 | 人種構成（アーカンソー州） 2010 | 人種構成（アーカンソー州） 2010 | 人種構成（アーカンソー州） 2010 |
| ------------------------------- | ------------------------------- | ------------------------------- | ------------------------------- | ------------------------------- |
|                                 |                                 |                                 |                                 |                                 |
| 白人                            | 白人                            |                                 | 74.5%                           | 74.5%                           |
| 黒人                            | 黒人                            |                                 | 15.4%                           | 15.4%                           |
| ヒスパニック                    | ヒスパニック                    |                                 | 6.4%                            | 6.4%                            |
| アジア系                        | アジア系                        |                                 | 1.2%                            | 1.2%                            |
| インディアン                    | インディアン                    |                                 | 0.8%                            | 0.8%                            |
| 混血                            | 混血                            |                                 | 2.0%                            | 2.0%                            |

## 州名の由来
「アーカンソー」という名前はカンザス州と語源を同じくする。カンザ族 (コー族) インディアンはグレートプレーンズのスー族と密接な関係がある。カンザ族と近縁のクアポー族 (Quapaw) の言葉で「下流の人々の土地」を意味する「アカカズ」（akakaze）、あるいはスー族の言葉で「南風の人々」を意味する「アカカズ」（akakaze）をフランス語風に発音したのがアーカンソー（"Arcansas"）である。なお、この語末の「a+子音字」は標準フランス語では[a]と発音するため、これを[ɔː]と発音するのはケベック・フランス語など北アメリカのフランス語の特徴といえる。アーカンソーの発音については、州選出の2人のアメリカ合衆国上院議員の間で、片方が「アーカンザス」（[ɑːrˈkænzəs] ar-KAN-zəs）を主張したのに対し、もう一方が「アーカンソー」（[ˈɑːrkənsɔː] AR-kən-saw）を主張するという論争があった（太字に第一強勢アクセント）。そして1881年の州議会立法で公式に「アーカンソー」と決められた。
開拓初期にクマが多く棲息していたため「クマの州 Bear State」という愛称がある。

## 歴史
アーカンソー州となった地域を最初に訪れたヨーロッパ人は、フランシスコ・ピサロがペルーを征服した時の軍人であるスペイン人探検家エルナンド・デ・ソトであり、金と中国への道を探してほぼ1年間アーカンソー南部を探索した後、1542年にミシシッピ川沿いの現在の (レイクビレッジ) 近くで死んだ。スペイン人あるいはフランス人の探検家が、ミシシッピ川の下流に住んでいたクアポー族インディアンをイリノイ族 (Illinois Confederation) が呼んでいた言葉から音を借りて、アーカンソーという名前を付けた。アーカンソー地域に住んでいたインディアン部族としては、クアポー族、カド族、オーセージ族 (Osage Nation) などがいた。彼等が西方に強制移住させられた後は、文明化五部族が入ってきた。
アーカンソーは、1803年にアメリカ合衆国がナポレオン・ボナパルトから買収したルイジアナ領土の一部だった。1819年7月4日にアーカンソー準州となり、1836年に合衆国25番目の州、13番目の奴隷州として州昇格を認められた。農園経営者がアーカンソー・デルタに入って綿花を栽培し、アフリカ人奴隷が最も多い地域となった。他の地域は自作農が多く、作物も多種にわたった。
アーカンソーは、テキサスがメキシコからの独立を果たした戦争で、部隊や物資を送って重要な役割を果たした。州内 (ワシントン市) はテキサス国境に近く、1835年から1836年のテキサス革命に巻き込まれた。1834年にサミュエル・ヒューストンやその同調者が、ワシントン市の酒場で革命の計画を練ったという証拠もある。戦争が始まると、アーカンソー州など南東部州の志願兵がこの町を通ってテキサスの戦場に向かった。
1846年に米墨戦争が始まると、ワシントンは志願兵の集合地点になった。州知事のトマス・S・ドルー (Thomas Stevenson Drew) は州内で騎兵1個連隊と砲兵1個大隊を立ち上げ、アメリカ陸軍に加えるという声明を発した。10個中隊が纏められ、アーカンソー騎兵第1連隊に繰り入れられた。
ミシシッピ・デルタの東部では綿花文化が発展し、農園主が連れてくるか、アッパーサウスの諸州から輸入した奴隷を大々的に使っていた。南北戦争開戦前の1860年、州内には111,115人の奴隷がおり、州人口の25%を超えていた。
1861年初期、湾岸の州は揃って合衆国から脱退したが、アーカンソー州が脱退したのは、サムター要塞の戦いに続いてエイブラハム・リンカーン大統領が軍隊招集を呼びかけた後になってから、1861年5月6日だった。大規模会戦が続いた東部戦線とは異なり、アーカンソー州内では多くの小競り合いや小規模戦闘があった。当時注目されたのは南軍のパトリック・クリバーン少将だった。多くの者が南軍師団長の中でも最も傑出した将軍と見なし、「西のストーンウォール」と呼ばれることも多かった。元連邦議会議員だったトマス・ハインドマン少将が、州北西部で起きたケインヒルの戦い (Battle of Cane Hill) とプレーリーグローブの戦いで南軍を指揮した。
軍政の布かれたレコンストラクション時代、連邦議会は1868年6月にアーカンソー州の連邦復帰を宣言した。共和党が支配した州議会では、男性の普通選挙（ただし南軍協力者、その大半は民主党員は選挙権を剥奪された）や公共教育制度を導入し、州内の問題を解決し人口を増やすための方策を定めた。州議会は急進派共和党（北部から入って来た政治家たちで、汚職を噂されたため「カーペットバッガー」と呼ばれた）の圧倒的支配下に入り、パウェル・クレイトン (Powell Clayton) 知事の下で、共和党民兵とクー・クラックス・クランとの間の暴動と人種間暴力の時代を過ごした。
1874年、2年前の州知事選のもつれから共和党の派閥間での政争であるブルックス・バクスター戦争 (Brooks–Baxter War) が起こり、リトルロックや州政府を揺り動かした。これはユリシーズ・グラント大統領が州知事候補の一人だったジョセフ・ブルックス (Joseph Brooks (politician)) にその軍事的支持者を解散させるよう命じてやっと解決された。その後新州憲法が批准され、元南軍協力者の選挙権が回復された。
1881年の州議会立法で公式に「アーカンソー」という発音が決定され、続いていた州名の発音にまつわる論争に終止符を打った。
レコンストラクション後、州内には国内外からの移民が増加するようになった。中国人、イタリア人、シリア人などが発展するデルタ地帯の農場労働力として導入された。しかし長く農場労働者として留まる者はいなかった。特に中国人は直ぐにデルタ周辺の町の小商人になった。20世紀初期に入ってきたのは東ヨーロッパからの移民がいた。デルタ周辺は他の地域よりも民族分布的に多様になった。同じころに黒人の移民も入ってきており、低湿地を開発し自らの資産を持つ機会を得ようとしていた。多くの中国人は小さな町の商人として成功し、その子弟を大学で学ばせるようになった。

小作農の妻と子供達、ワシントン郡、1935年ごろ

鉄道の開通は、より多くの農民が作物を市場に送ることを可能にした。またリゾート地として開発されたオザーク高原など、農村地帯以外の発展にもつながった。例えば、19世紀の末ごろ、キャロル郡のユリーカスプリングスは急速に観光地として成長し、人口1万人と州内第4の都市となった。健康に良いと考えられた天然泉周辺に優美なリゾートホテルや温泉が新築された。この町の呼び物には競馬など娯楽もあった。この町は様々な階層に受け、州内ホットスプリングスと同じくらいの人気が出た。
1880年代後半、農業の景気が悪化してポピュリストなど第三政党が生まれ、異人種間の連衡に繋がった。南部の他州と同様、民主党は権力を保持するために議会立法や憲法の修正を行い、黒人や白人低所得層の選挙権を剥奪した。民主党は彼等の連携を阻止しようとした。1891年、黒人や白人低所得層が排除されることを期待して、議会は識字能力テストを求める法を成立させた。このころ人口の25%以上が読み書きできなかった。1892年、州憲法を改正して、有権者登録税とさらに複雑な住民資格を定め、貧民や小作農などを選挙から閉め出した。
1900年、民主党は郡と州の選挙で白人予備選挙 (White primaries) を拡大し、黒人が政治に関わることを否定した。予備選挙で黒人が候補者になれたとしても、民主党が権力の全てを掌握した。数十年間も民主党一党独裁が継続したが、1964年の公民権法と1965年の選挙権法成立で、その時代が終わった。
1905年から1911年にかけて、ドイツ人、スロバキア人、アイルランド人移民が少数ながら入ってくるようになった。ドイツ人とスロバキア人はプレーリーと呼ばれた州東部に入り、アイルランド人移民は南東部に小さな地域社会を作った。ドイツ人は大半がルーテル教会員であり、スロバキア人はカトリック教徒だった。アイルランド人はアルスターのプロテスタントが多かった。
1954年、「ブラウン対トピカ教育委員会事件」に対するアメリカ合衆国最高裁判所判決が出た後、州都リトルロックで高校での人種差別撤廃を求めたアフリカ系アメリカ人生徒を保護するために連邦政府が干渉した、いわゆるリトルロック・ナインが全国の注目を集めさせた。オーバル・フォーバス州知事は州軍に命じて、9人のアフリカ系アメリカ人生徒がリトルロック中央高校に入るのを阻止する人種分離主義者を助けるよう仕向けた。ドワイト・D・アイゼンハワー大統領はフォーバス州知事と3度接触を試みた後、現役任務の第101空挺師団から1,000名を派遣して、9人の生徒が1957年9月25日に高校に入学するのを護衛するよう命じた。合衆国裁判所が人種統合を行うよう命令を出したことに対抗して、知事とリトルロック市は、その学校年の残り期間高校を閉鎖することを決めた。1959年秋までにリトルロック市の高校は完全に人種差別を撤廃した（リトルロック高校事件）。
1992年、民主党のビル・クリントンがこの州出身者として初めて大統領に選出された。クリントンは州内ホープ市の生まれであり、第40代および第42代州知事を合計12年間務めていた。

## 地理
参照：アーカンソー州の郡一覧

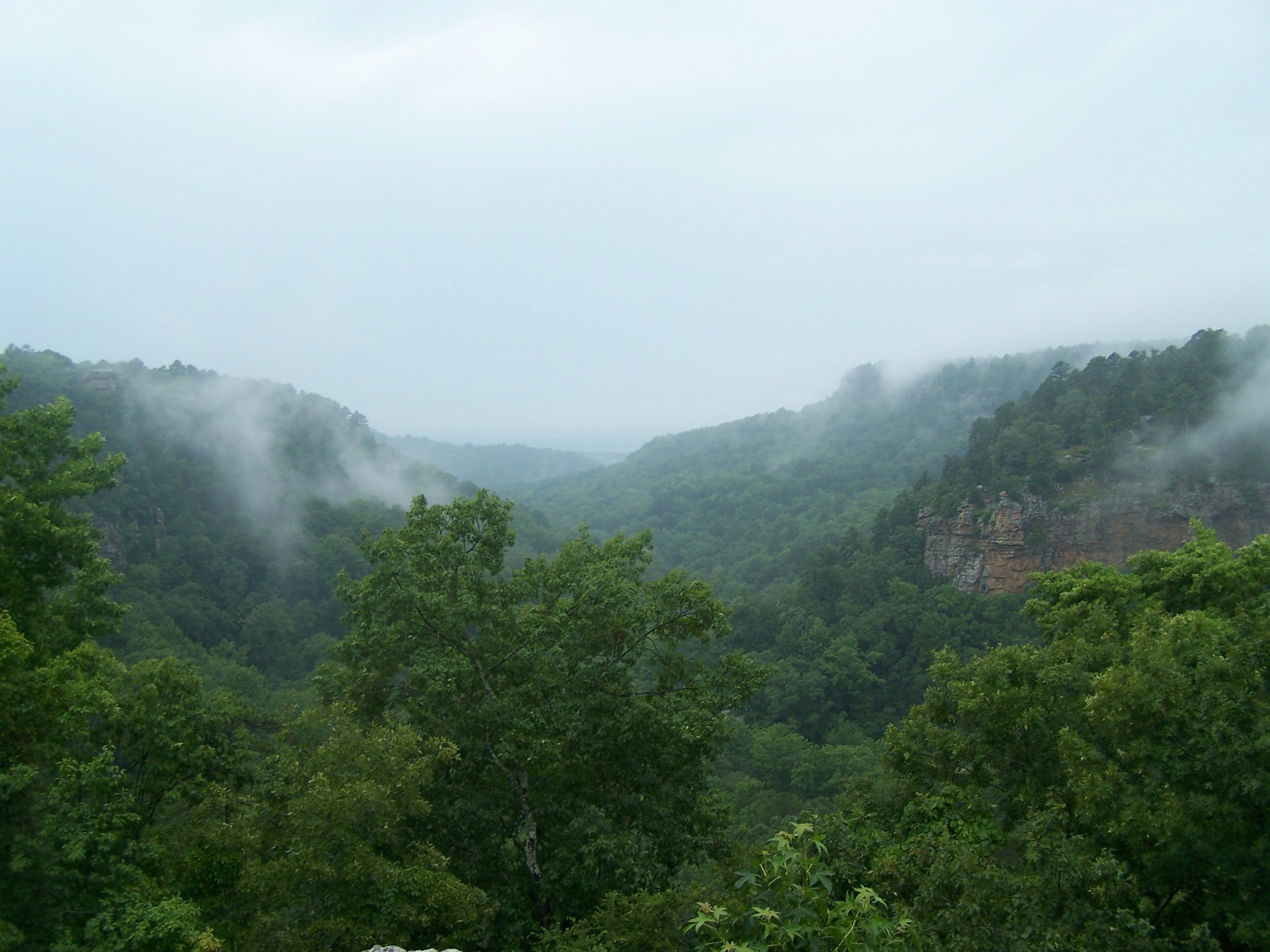
プティジャン州立公園のプティジャン山からの眺め

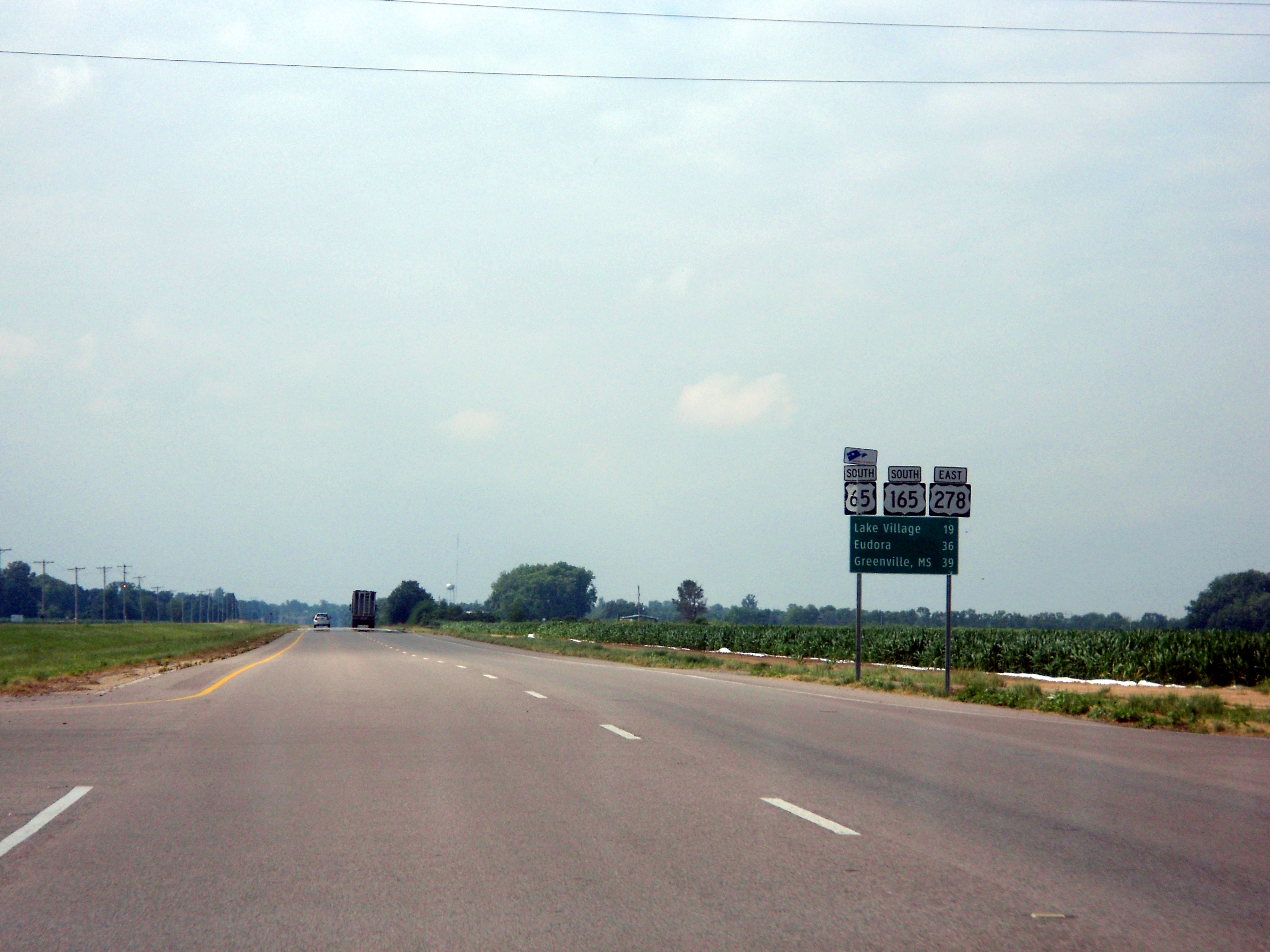
マギーヒー近くアーカンソー・デルタの平坦な地形

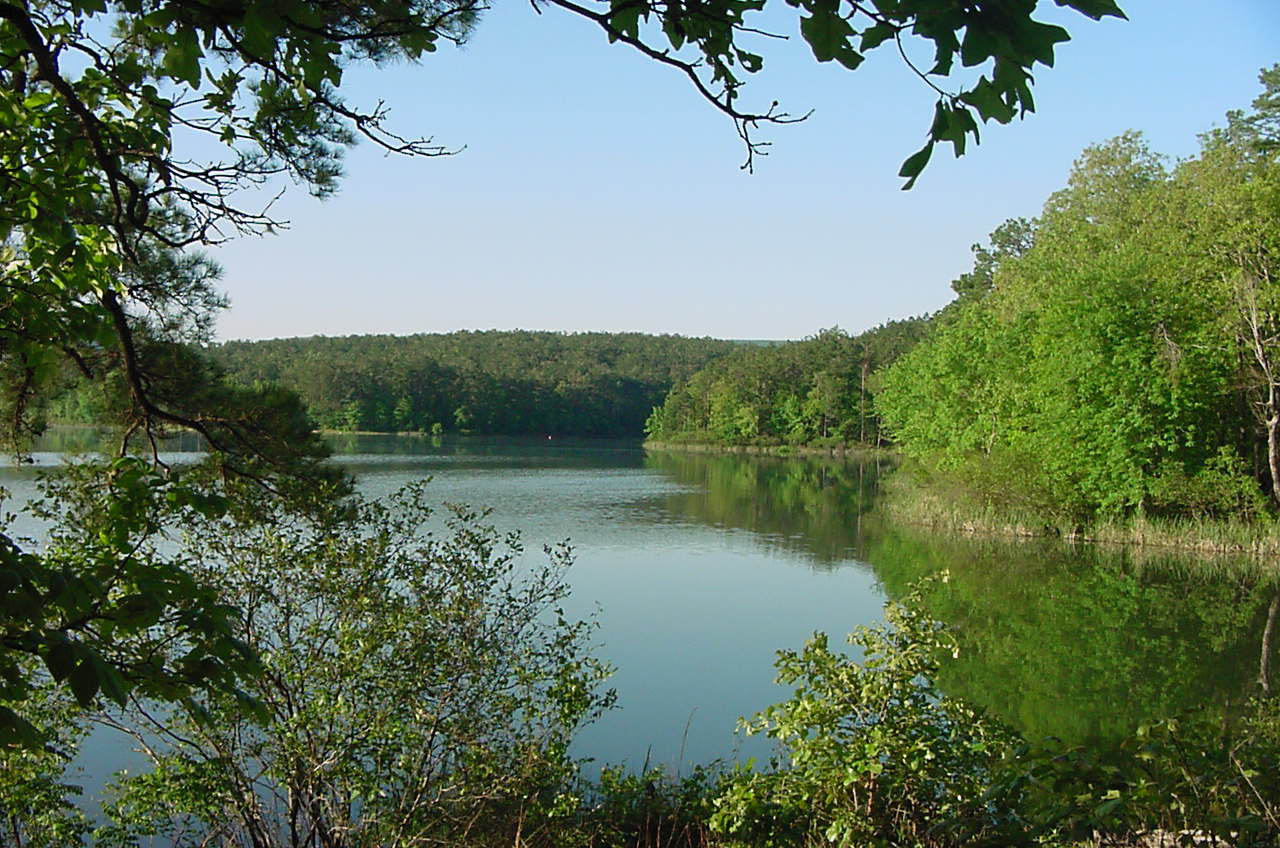
ワシタ国有林を流れるワシタ川

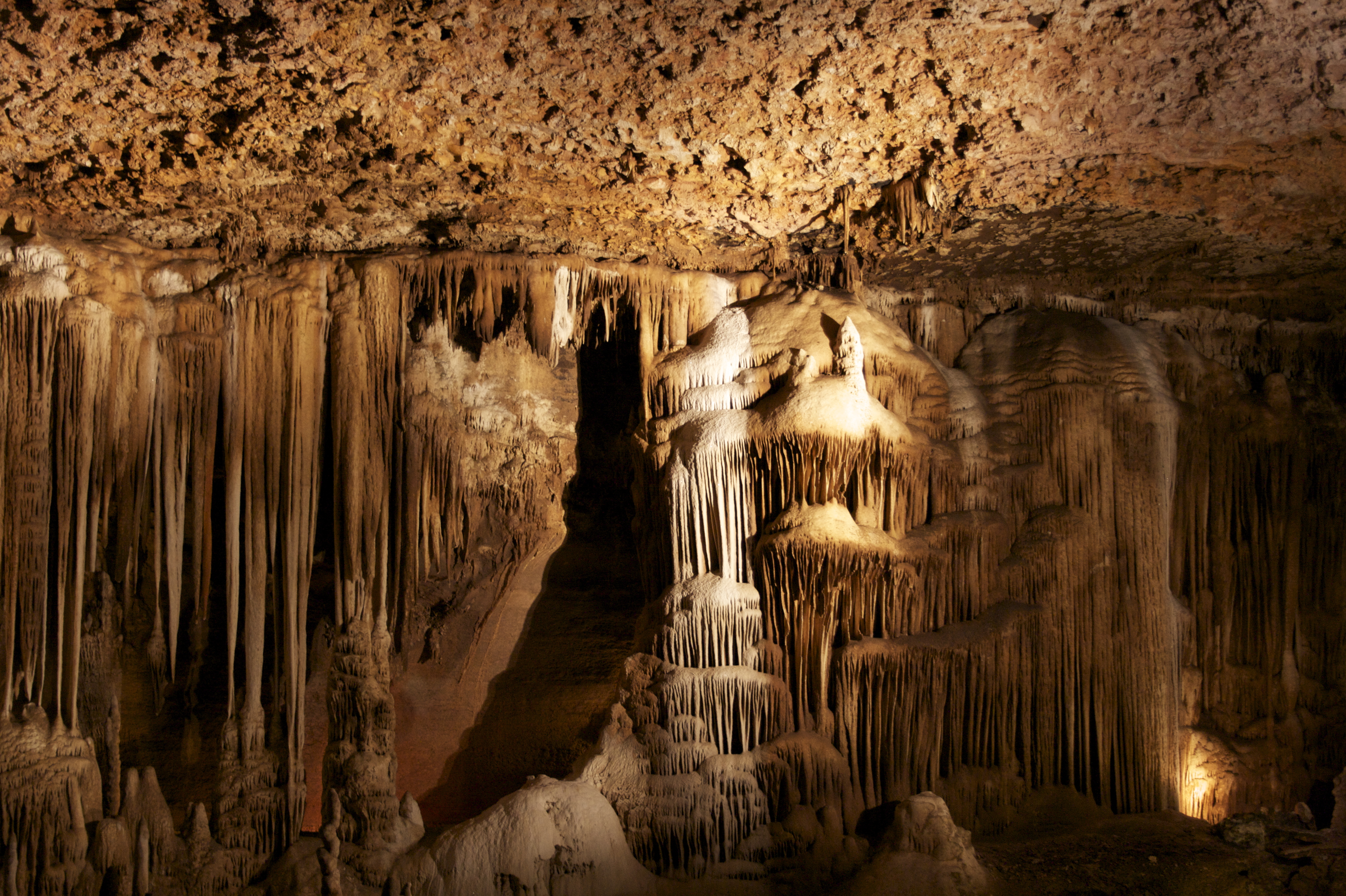
ストーン郡にあるブランチャード・スプリングス洞窟

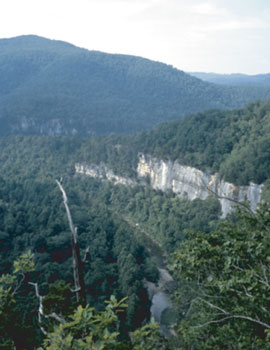
バッファロー国立河川

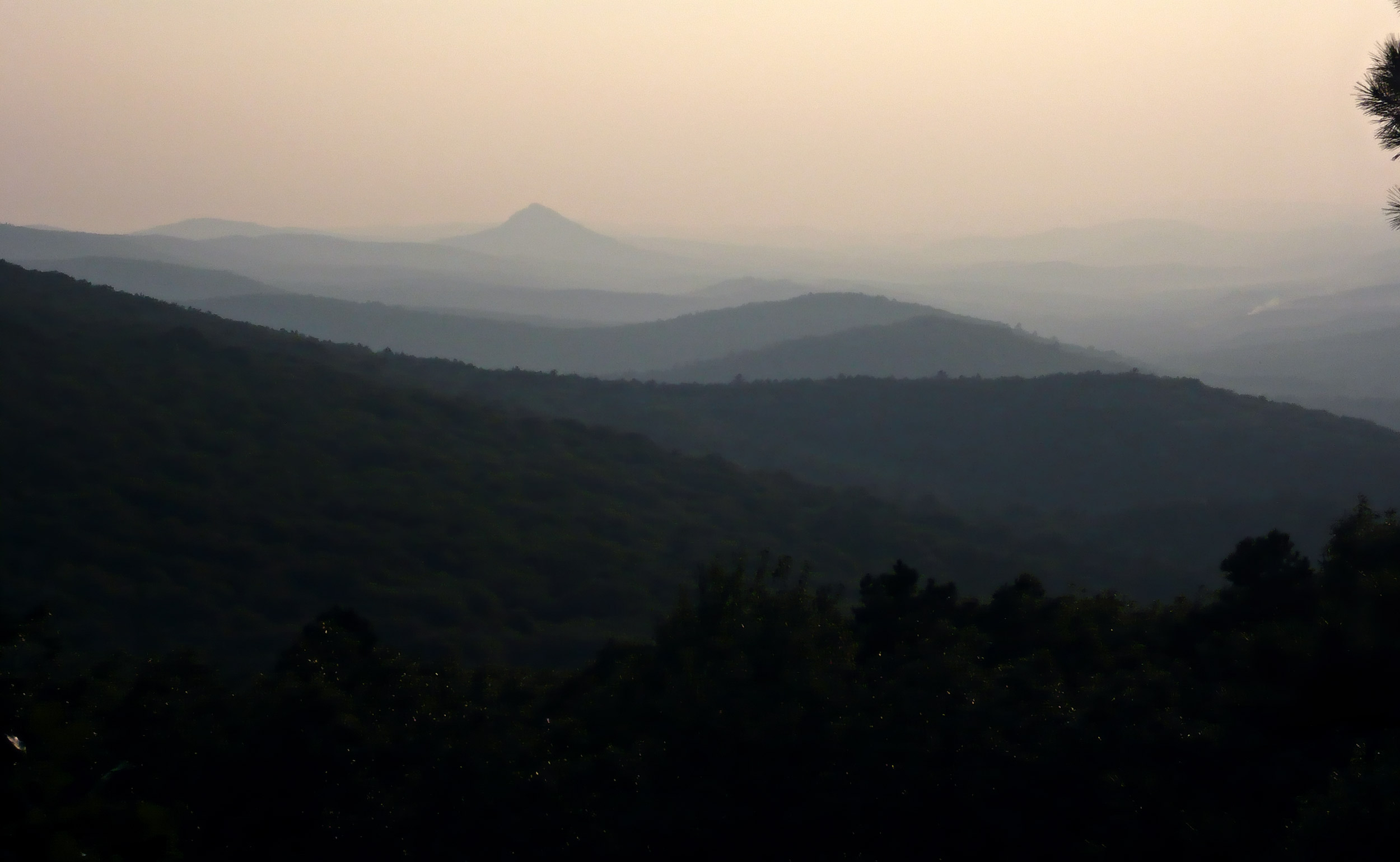
ワシタ山地のフラットサイド原生地

州の北はミズーリ州に接し、東はテネシー州とミシシッピ州に、西はオクラホマ州とテキサス州に、南はルイジアナ州に接している。アメリカ合衆国国勢調査局はアーカンソー州をアメリカ合衆国南部に分類し、さらに西南中央部州に小分類している。ミシシッピ川が州東部境界の大半を構成しているが、北東部にあるクレイ郡とグリーン郡ある部分は、ミズーリ州南東部の靴の踵状に伸びた部分 (Bootheel) があり、セントフランシス川が州境になっている。また州境が法律で決められて以降、ミシシッピ川が流れを変えた場所が多くある。このために東のミシシッピ州との境界は確定できない要素がある。
アーカンソー州の地形を見ると、北西部の高地と南東部の低地に二分できる。北西部高地は南部内陸高原の一部であり、オザーク高原やワシタ山地がある。南東部低地にはメキシコ湾海岸平原とアーカンソー・デルタが含まれる。この2地域に分けるやり方は幾らか単純化し過ぎたきらいがあり、州を北西部、南西部、北東部、南東部および中央部に分けるのが通常の分類方法であるが、明確な境界が設定されているわけではない。地形ではオザーク高原、ワシタ山地、アーカンザス川河谷、メキシコ湾海岸平原、クロウリーズリッジおよびアーカンソー・デルタ、さらには他地域と重なる州中央部の7つに分類することもできる。
ミシシッピ沖積平原に沿った南東部はアーカンソー・デルタと呼ばれる。この地域はミシシッピ川が度々洪水を起こして堆積された肥沃な沖積土壌によって平坦である。南東部の川から離れた地域はうねりのあるグランドプレーリーになる。これらはどちらも肥沃な農業地帯である。アーカンソー・デルタはクロウリーズリッジと呼ばれる異常な地質層によって二分されている。クロウリーズリッジはうねりのある細い幅の丘陵線であり、周りの沖積平原からは250ないし500フィート (75 - 150 m) 立ち上がっている。州東部の主要な町の多くがこの丘陵線に沿ってある。
州北西部はオザーク山地を含むオザーク高原の一部であり、南にはワシタ山地があり、アーカンザス川で二分されている。州南部と東部は低地と呼ばれている。これらの山地はアメリカ内陸高原の一部であり、ロッキー山脈とアパラチア山脈の間では唯一の高原地帯である。州内最高地点はワシタ山地にあるマガジン山であり、標高は2,753フィート (839 m) である。
州内および州境には多くの河川、湖、貯水池（人造湖）がある。ミシシッピ川の主要な支流としては、アーカンザス川、ホワイト川、セントフランシス川がある。アーカンザス川河谷ではマルベリー川とフーシュラフェイ川がアーカンザス川に注ぎ、ダーダネル湖もある。ホワイト川には、バッファロー川、リトルレッド川、ブラック川、キャッシュ川が注いでいる。州南部のワシタ川には、セイリーン川、リトルミズーリ川、バイユー・バーソロミュー、カドー川が注いでいる。レッド川の一部はテキサス州との州境になっている。自然の湖はほとんど無いが、ブルショールズ湖、ワシタ湖、グリアーズフェリー湖、ミルウッド湖、ビーバー湖、ノーフォーク湖、デグレイ湖、コンウェイ湖などダムで造られた人造湖は多い。
アーカンソー州にはブランチャード・スプリングス洞窟など、多くの洞窟が存在する。州内の考古学者によって、先コロンブス期にインディアンが住み、狩りを行い、道具を作った場所、43,000か所以上が登録されている。その多くは墳丘墓や岩のくぼみの住居である。州内にはホットスプリングス国立公園 及びバッファロー国立河川がある。アーカンソー州はダイヤモンドが自然に埋蔵されている事が発見された合衆国内で唯一の州である。ただし一般人が少ない日給で原始的な掘削道具を使って掘り出すものであり、商業ベースには乗っていない。
州内には多くの原生林があり、その総面積は15万エーカー (600 km2) ほどもある。アウトドア・レクリエーションのための地域が指定され、狩猟、釣り、ハイキング、キャンプなどに開放されている。自動車の進入が禁止されている。

### 植物相と動物相
生態系地域としては、「オザーク・ワシタ・アパラチア森林地域」、「ミシシッピ沖積平原・南東部海岸平原」、「南東部平原」の3つに分けられている。さらにアーカンザス・バレー、ボストン山地、ミシシッピ沖積平原、ミシシッピ・バレー黄土平原、オザーク高原、ワシタ山地、南中部平原の7つに小区分されている。アメリカ合衆国森林局による2010年調査により、州総面積の56%、1,872万エーカー (75,000km2) が森林地とされた。この森林地に多い樹種は、オーク、ヒッコリー (Carya) 、短葉松 (Pinus echinata) 、テーダマツである。オザーク高原やワシタ山地は氷河期に氷河に覆われなかったことから、固有種の動植物が比較的多い。
絶滅危惧種ハシジロキツツキが州内に生息している可能性がコーネル大学の鳥類学チームによって発表されている。

### 気候
アーカンソー州は温暖湿潤気候（ケッペンの気候区分Cfa）にあり、北部山岳地では湿潤大陸性気候である。メキシコ湾に接してはいないが、その暖かく巨大な水域に近いので、州内の気候に影響を受けている。概して暑く湿潤な夏と、冷たくやや乾燥した冬が特徴である。リトルロックの7月では、日中の平均最高気温が93°F (34 ℃)、最低気温は73°F (23 ℃) となる。1月では、平均最高気温が51°F (11 ℃)、最低気温が32°F (0 ℃) となる。州北西部のサイロームスプリングスの7月では、日中の平均最高気温が89°F (32 ℃)、最低気温は67°F (19 ℃) となる。1月では、平均最高気温が44°F (7 ℃)、最低気温が23°F (-5 ℃) となる。年間平均降水量は40ないし60インチ (1,000 - 1,500 mm) である。南部で降水量が多く、北部は少ない。降雪は北部で多く、年間数回雪が降ることがある。これには平原州に接していることだけでなく、オザーク高原やワシタ山地など標高が高いことも関係している。リトルロックより南部では雪が少ないが、氷雨を伴う暴風に襲われることがある。冬季のみぞれなど凍るような雨は州全体で見られ、交通や日々の暮らしに影響している。州内過去最高気温は1936年8月10日にオザークで記録された120°F (49 ℃)、過去最低気温は1905年2月13日にラウンドポンドで記録された-29°F (-34 ℃)である。
異常気象でも知られている。通常年には雷雨、竜巻、雹、雪、氷雨がみられる。グレートプレーンズとメキシコ湾岸の間にあり、雷雨は年間60日ほど記録されている。アメリカ史の中でも最大級の竜巻に襲われたこともある。海岸から離れているのでハリケーンに直撃されることは少ないが、熱帯低気圧の名残によって短時間に多量の雨が降ったり、小さな竜巻を生むこともある。

#### 気温
| 都市                                             | 1月           | 2月           | 3月          | 4月           | 5月           | 6月           | 7月           | 8月           | 9月           | 10月          | 11月         | 12月          | Avg           |
| ------------------------------------------------ | ------------- | ------------- | ------------ | ------------- | ------------- | ------------- | ------------- | ------------- | ------------- | ------------- | ------------ | ------------- | ------------- |
| フェイエットビル                                 | 44/24 (7/-4)  | 51/29 (10/-2) | 59/38 (15/3) | 69/46 (20/8)  | 76/55 (24/13) | 84/64 (29/18) | 89/69 (32/20) | 89/67 (32/19) | 81/59 (27/15) | 70/47 (21/9)  | 57/37 (14/3) | 48/28 (9/-2)  | 68/47 (20/8)  |
| ジョーンズボロ                                   | 45/26 (7/-3)  | 51/30 (11/-1) | 61/40 (16/4) | 71/49 (22/9)  | 80/58 (26/15) | 88/67 (31/19) | 92/71 (34/22) | 91/69 (33/20) | 84/61 (29/16) | 74/49 (23/9)  | 60/39 (15/4) | 49/30 (10/-1) | 71/49 (21/9)  |
| リトルロック                                     | 51/31 (11/-1) | 55/35 (13/2)  | 64/43 (18/6) | 73/51 (23/11) | 81/61 (27/16) | 89/69 (32/21) | 93/73 (34/23) | 93/72 (34/22) | 86/65 (30/18) | 75/53 (24/12) | 63/42 (17/6) | 52/34 (11/1)  | 73/51 (23/11) |
| テクサーカナ                                     | 53/31 (11/-1) | 58/34 (15/1)  | 67/42 (19/5) | 75/50 (24/10) | 82/60 (28/16) | 89/68 (32/20) | 93/72 (34/22) | 93/71 (34/21) | 86/64 (30/18) | 76/52 (25/11) | 64/41 (18/5) | 55/33 (13/1)  | 74/52 (23/11) |
| モンティチェロ                                   | 52/30 (11/-1) | 58/34 (14/1)  | 66/43 (19/6) | 74/49 (23/10) | 82/59 (28/15) | 89/66 (32/19) | 92/70 (34/21) | 92/68 (33/20) | 86/62 (30/17) | 76/50 (25/10) | 64/41 (18/5) | 55/34 (13/1)  | 74/51 (23/10) |
| 平均最高 °F/平均最低 °F (平均最高 °C/平均最低°C) |               |               |              |               |               |               |               |               |               |               |              |               |               |

## 人口動態

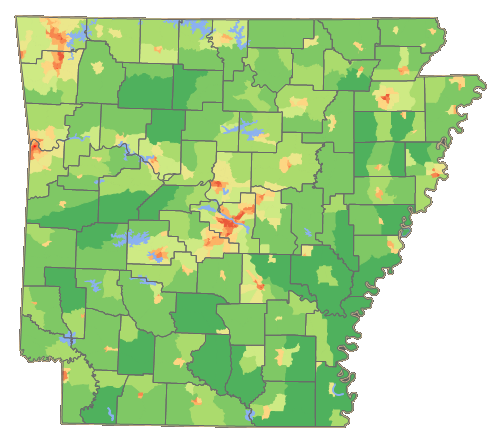
人口密度図

2020年国勢調査時点でのアーカンソー州の人口は3,011,524人で、2010年より95,606人、すなわち3.28%増加した。
アーカンソー州の人口は1820年で15,000人に満たなかったが、1835年の特別国政調査時に52,240人にまで増加し、州昇格に必要とされた4万人を遙かに超えていた。1836年に州昇格を果たした後、1870年まで人口は倍増を続けた。その後も成長を続けたが1950年と1960年には幾らかの減少を記録した。これには幾つかの原因があった。農業の機械化によって農業労働者の需要が減ったこと、教育を受けた若者が農業以外の仕事を求めて州を離れたことなどだった。その後は成長を再開し、1980年には200万人を超えた。現在の成長率、年齢別構成、男女比率は全国平均と同じ水準にある。少数民族比率もほぼ全国平均並みだが、ヒスパニック系の構成比率は全国平均より約10ポイント低い。
アーカンソー州の人口重心はペリー郡の北東角となっている。

### 人種及び祖先
州北西部のオザークや中央部では、圧倒的にヨーロッパ系アメリカ人が多い。ミズーリ州との州境に近い最北西部オザークでは、ドイツ系、アイルランド系、イングランド系が多い。アイルランド系は主に、北アイルランド、スコットランド低地、および北イングランドから来たスコットランド系アイルランド人プロテスタントであり、アメリカ独立前に渡ってきた者達の子孫である。イングランド系とスコットランド系アイルランド人移民はアメリカ南部の田園部や山岳地に入植した。イギリス系アメリカ人は州内全域で見られる。アフリカ系アメリカ人は主に南部と東部に住んでいる。
人種的な構成比は以下の通りである。
- 80.1% ヒスパニック含む白人（74.2% ヒスパニックを除く）
- 15.6% 黒人
- 6.6% ヒスパニック
- 1.3% アジア
- 0.9% インディアン
- 1.8% 混血

2010年に調査された祖先による分類は次のようになっている。
- 20.7% イギリス系
- 15.6% アフリカ系アメリカ人
- 12.5% アイルランド系
- 11.2% ドイツ系
- 2.1% フランス系
- 1.7% オランダ系
- 1.6% イタリア系
- 1.6% スコットランド系
- 1.3% スコットランド・アイルランド系

アメリカ人の祖先を持つと申告している者の多くは、実際にはイギリス系が多く、幾らかはスコットランド・アイルランド系であるが、多くの場合州昇格以前から州内に住んでおり、単純にアメリカ人と申告するか、自身の祖先を知らないかである。その祖先は13植民地時代に遡り、そのためにアメリカ人を申告している。アイルランド系を申告する者の多くはスコットランド・アイルランド系である。

### 言語
2000年現在、5歳以上のアーカンソー州民の93.8%は自宅で英語を話し、4.5%はスペイン語を話している。0.7%がその他のインド・ヨーロッパ語を話し、0.8%がアジア系言語、その他が0.2%である。

### 宗教
多くの他の南部州と同じく、アーカンソー州はキリスト教プロテスタントが多数を占める。住民の宗教的関係は以下のようになる：
- キリスト教 –86%
  - プロテスタント –78%
    - バプテスト –39%
    - メソジスト –9%
    - ペンテコステ運動 –6%
    - キリスト連合教会 –6%
    - アッセンブリーズ・オブ・ゴッド –3%
    - 他のプロテスタント –15%

  - ローマ・カトリック –7%
  - 他のキリスト教 –1%
- 他の宗教 –<1%
- 無宗教 –14%

## インディアン部族

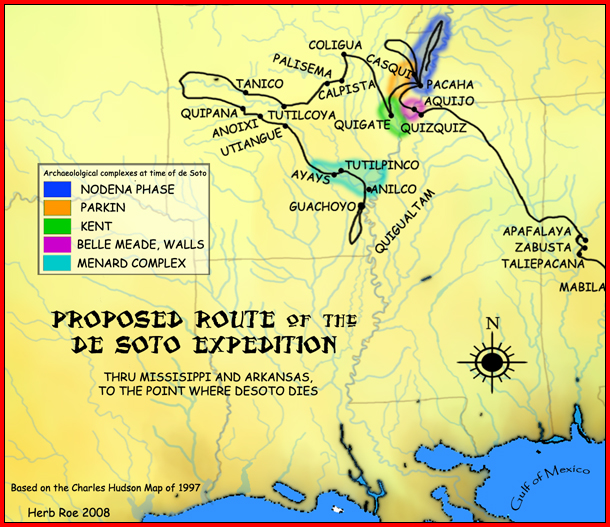
エルナンド・デ・ソトが遠征した16世紀のアーカンソー周辺のインディアン集落

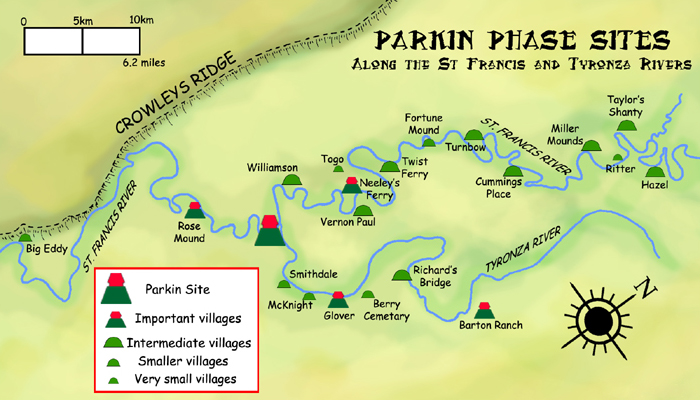
アーカンソー州に残る、インディアンによる先史時代の墳墓集落遺跡

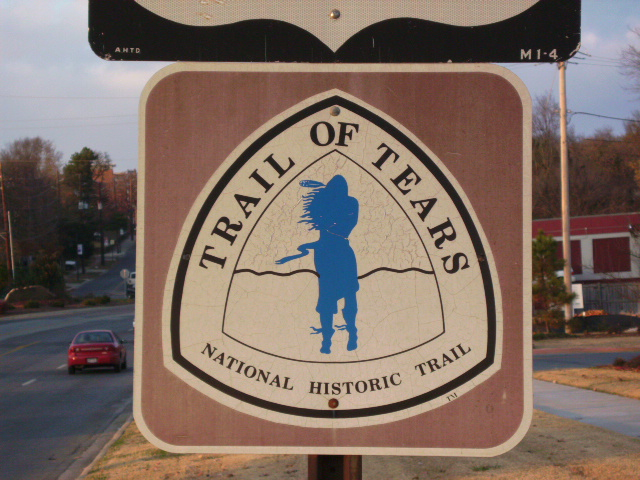
アーカンソー州を通る「国道71号線」は、かつてチェロキー族のオクラホマ州への強制移住（涙の道）に使われた経路である。

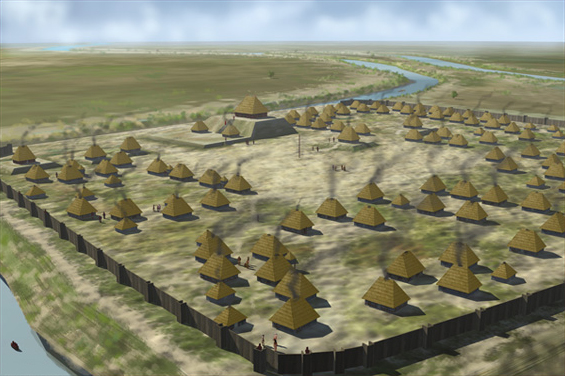
16世紀のカスクィ村の復元図

カドー族連合、チェロキー族、チカソー族、チョクトー族、イリニ族、カスキナンポ族、オフォ族、オーセージ族、クアポー族、チュニカ族、ヤズー族などのインディアン部族が農耕生活を営み、ことにイリニ族や多数の部族が、柵で囲まれた土塁建築による大規模な都市を築いていた。17～18世紀に入ると、白人入植者によって彼らの社会は完全に破壊され、ほとんどの部族は滅ぼされた。
州名の由来となった「アーカンサス族（クアポー族）」をはじめ、この州のインディアン部族のほとんどは、19世紀に他州へ強制移住させられた。アメリカ連邦政府によって公式に認定され、保留地（Reservation）を領有するインディアン部族は一つもない。
なおもこの州に先住するインディアン部族は20世紀にすべて「絶滅部族」として認定を取り消され、保留地を没収された。現在インディアン部族は、北西部オザーク及びこの州の中央部に強力に存在し、「復活したワシタのインディアン・アーカンソー＆アメリカ」を組織して部族の再認定と保留地の返還を求めている。
一方、同州に本部を置く「アメリカインディアンの生得権の支援センター（The American Indian Heritage Support Center）」は、これらの部族・団体を「身元の怪しい詐欺集団」と弾劾していて、事の正否はインディアンにしかわからないものとなっている。支援センターは、これらの団体の活動に多数の白人ブローカーや「プラスチック・メディスンマン」（えせ呪い師）の介在を指摘し、営利性の強さを指摘している。アメリカ連邦政府に対する、絶滅扱いされた非公認インディアン団体の公式認定要求で、資金集めに名を借りたこういったブローカーの暗躍は、インディアン社会ではしばしば指摘されている問題である。
アーカンソー州では、州下の学校のクラブチームに、1931年からオーセージ族に因んで「インディアン・マスコット」の応援キャラクターが使われてきた。同州は、2008年2月28日に、バスケットボールのホームゲームの終了を以て、この「インディアン・マスコット」を公式に廃止した。文化も風俗も無視したステレオタイプなインディアンのスポーツ・マスコットは、「インディアンをおもちゃ扱いする人種差別である」として、全米のインディアン団体が根絶廃止を求めている対象のひとつである。
≪アメリカ連邦政府に公式認定を要求中のインディアン部族と団体≫
- 「チェロキー族」
  - 「アモンスクアース・バンド」
  - 「北チェロキー族」
  - 「北チェロキー族・旧ルイジアナ領土部族」
  - 「北チェロキー族・旧ルイジアナ領土部族・アウィ・アクタ・バンド」
  - 「北チェロキー族・旧ルイジアナ領土部族・アニ・ツィ・ナ・バンド」
  - 「北チェロキー族・ミズーリ&アーサンサス」
  - 「西チェロキー族・アーカンサス・バンド」
  - 「西チェロキー族連邦・アーカンサス」
  - 「アーカンサスとルイジアナ領土の西チェロキー族」
  - 「東チェロキー族・南方バンド・ミズーリ&アーサンサス」
  - 「チカマウガ・チェロキー族」
  - 「チカマウガ・チェロキー族・ホワイトリバー・バンド」
  - 「チカマウガ・チェロキー族・サックリバー&ホワイトリバー・バンド」
  - 「アーカンサス・チェロキー族」
  - 「中央部族会議」
  - 「失われたチェロキー族・ミズーリ&アーサンサス」
  - 「アーカンサス旧移民チェロキー族」
  - 「オザーク山チェロキー族」
  - 「チェロキー族の赤い国家」
  - 「ネチェス・バンド」
- 「チェロキー・チョクトー族」
- 「復活したクアチタ族」

### インディアン・カジノ
アーカンソー州ではインディアン部族は絶滅したことになっているので、部族が運営する「インディアン・カジノ」は現在のところ一軒もない。
1988年に制定された「インディアン賭博規制法」は、連邦公認されているインディアン部族に、州政府の管轄権の及ばない土地に限ってカジノ設営を認める連邦法である。この場合の土地は「Reservation（保留地）」、つまり連邦か州に認定された部族だけが領有できる土地、または彼らが「内務省預かり」とした土地を言う。
隣州のオクラホマ州に保留地を領有するオクラホマ・チェロキー族の主軸組織「キートゥーワー・バンド連合」 (United Keetoowah Band of Cherokee Indians) は、この規定に則ってアーカンソー州フォートスミスに、部族カジノの「河岸のカジノ」を計画、10エーカー（約4万m2）の土地を連邦信託の保留地（Reservation）とする申請書を提出した。この計画が実現すれば、オクラホマのチェロキー族のカジノはアーカンソーのチェロキー族同胞の雇用を生むことなり、彼らに対し多大な経済的効果が及ぶとみられる。
2008年1月、米国内務省はこのキートゥーワー連合の申請を却下し、その理由として「彼らの保留地からカジノまで距離が遠すぎる」と説明した。これは全くの新方針であり、キートゥーワー連合はこれを驚くべき方針変化としている。予定地はオクラホマの彼らの保留地から90マイル（約145km）離れており、19世紀にアメリカ連邦国家によって強制移住させられる前の、彼らの本来の故郷に近い地である。この距離基準に基づき、内務省は他州の10部族から同州に出された同様の申請書をすべて却下した。

## 主要都市
参照：アーカンソー州の都市圏の一覧、en:List of cities in Arkansas、en:List of Arkansas townships.
州内には、人口20,000人以上の都市が22ある（以下の一覧はアルファベット順）。

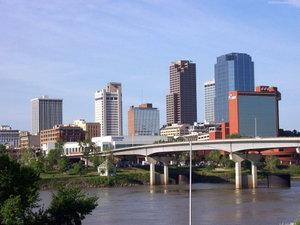
州都リトルロックはアーカンソー州最大の都市でもある。 （人口202,591人）
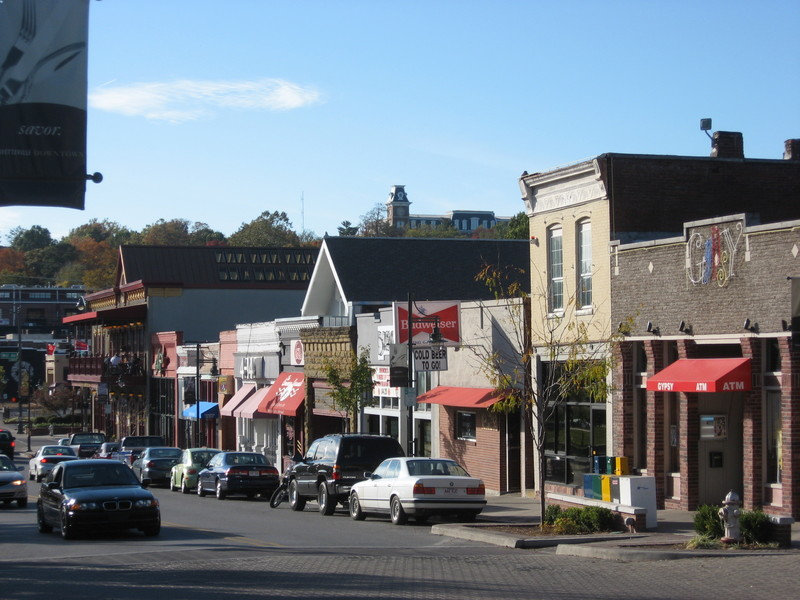
州第2の都市フェイエットビル （人口93,949人）
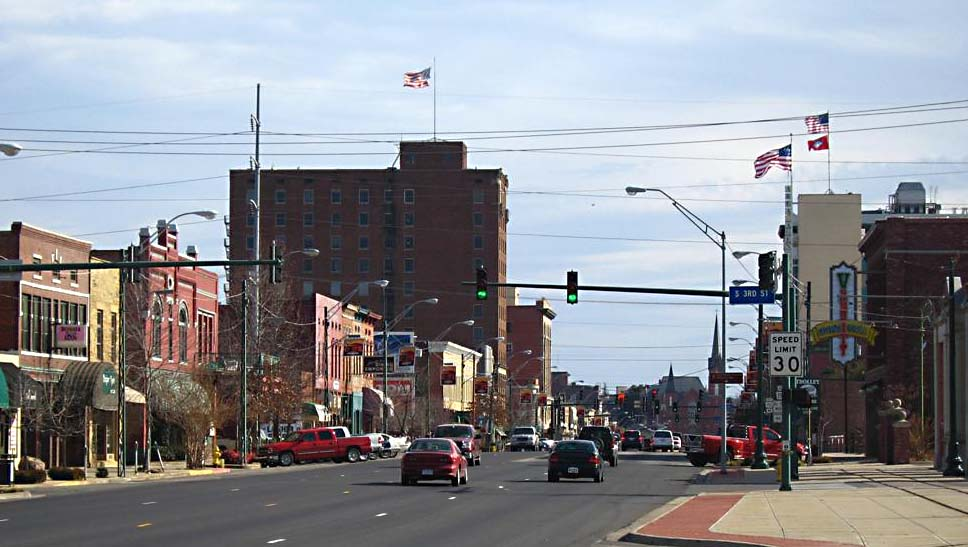
州第3の都市フォートスミス （人口89,142人）
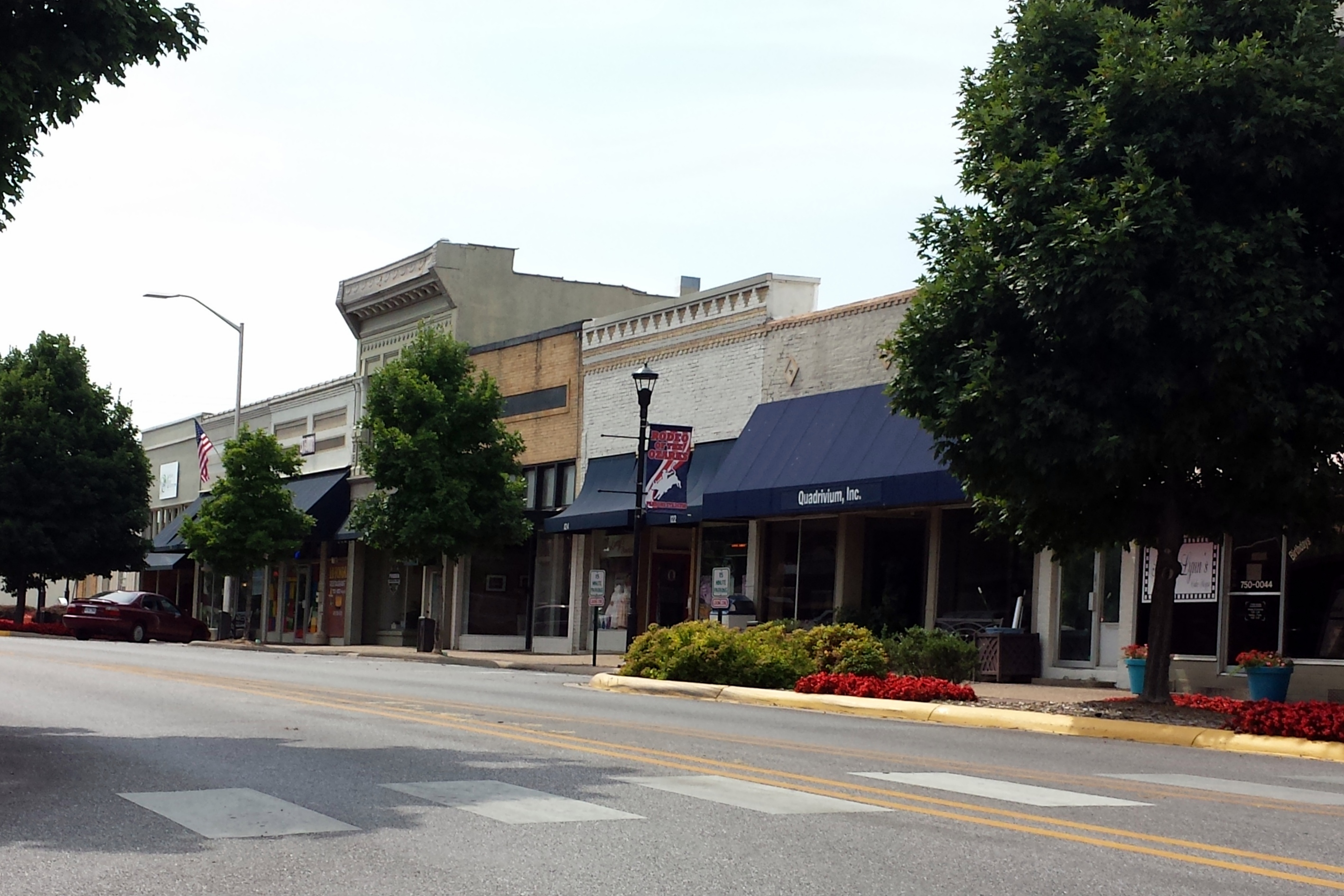
州第4の都市スプリングデール （人口84,161人）
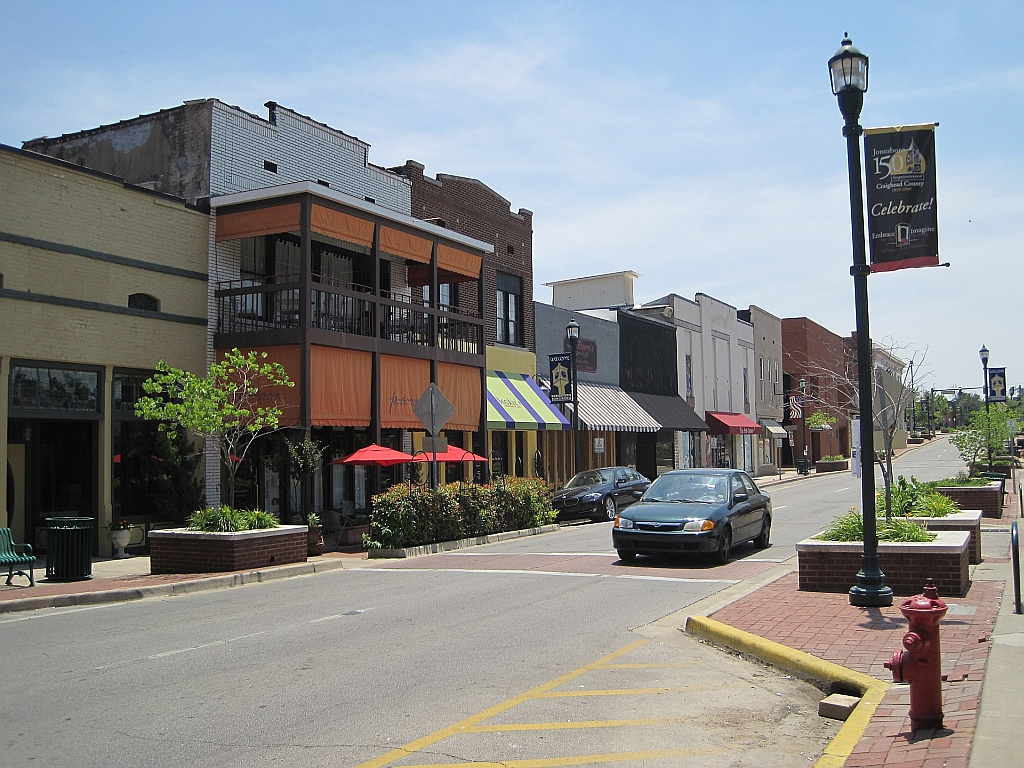
州第5の都市ジョーンズボロ （人口78,576人）

（上記、人口の数値はすべて2020年国勢調査による）
- ベントン (Benton)
- ベントンビル
- カボット (Cabot)
- コンウェイ
- エルドラード (El Dorado)
- フェイエットビル
- フォートスミス
- ホットスプリングス
- ジャクソンビル (Jacksonville)
- ジョーンズボロ
- リトルロック（州都）
- ノースリトルロック
- パラグールド (Paragould)
- パインブラフ
- ロジャーズ
- ラッセルビル (Russellville)
- サーシー
- シャーウッド (Sherwood)
- スプリングデイル
- テクサーカナ
- ヴァンビューレン
- ウェストメンフィス (West Memphis)

リトルロックは、1821年にアーカンソー・ポストに代わってアーカンソー準州の州都となって以来、州都であり続けている。南北戦争の1862年、北軍がリトルロック市を脅かしたときに、州都はホットスプリングスに、続いてワシントンに移され、戦争が終わってからリトルロック市に戻ってきた。リトルロック・ノースリトルロック・コンウェイ大都市圏は人口748,031人を抱え、州内最大である。
フェイエットビル・スプリングデール・ロジャーズ大都市圏が人口546,725人で州内第2位であり、企業の進出とアーカンソー大学の成長によって、成長速度の高さを維持している。人口5万人以上の都市が8つある。第3位のフォートスミスと第5位のジョーンズボロは上記2つの都市圏に属していない。

## 政治と法律

### 行政府

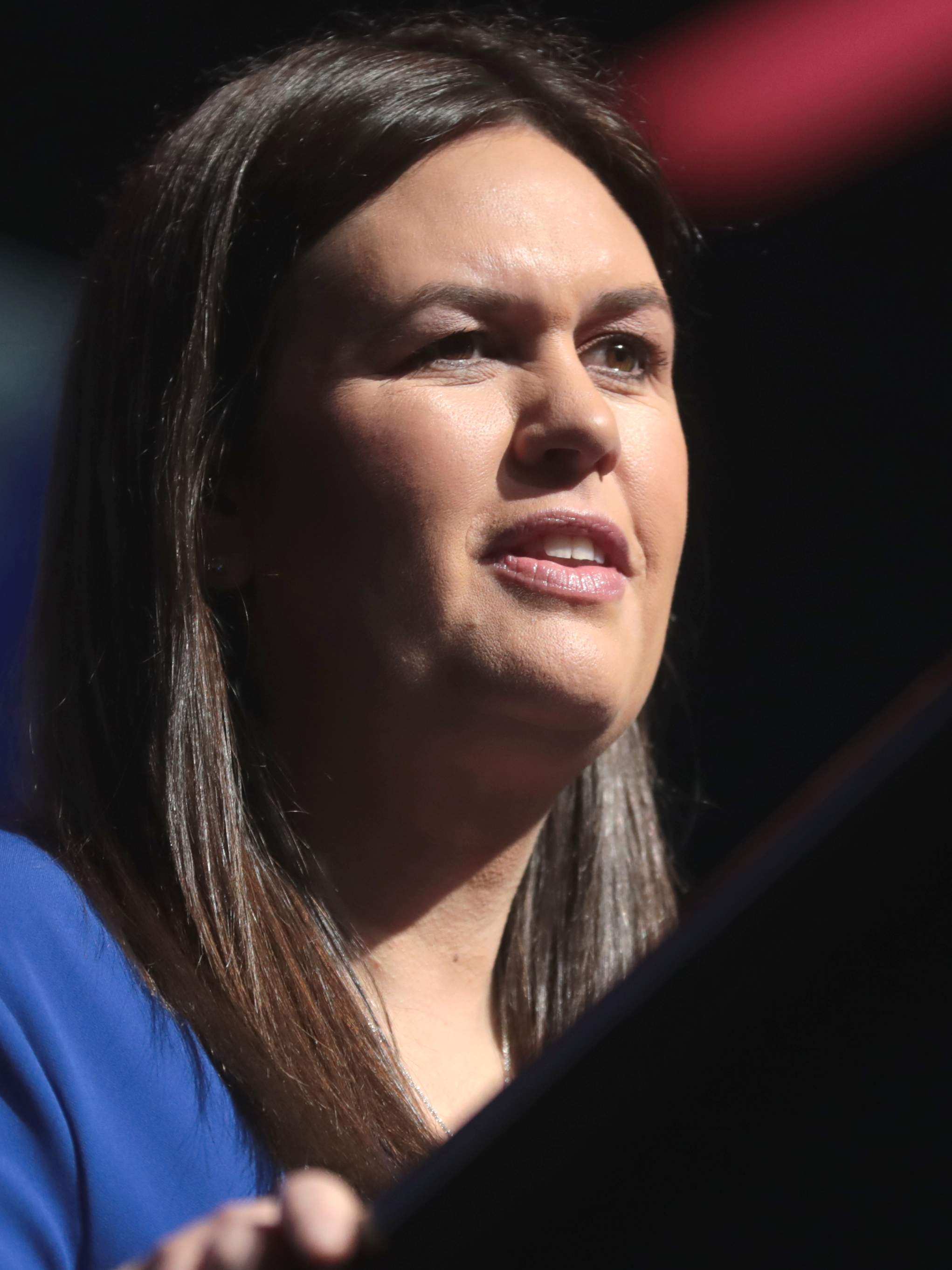
サラ・ハッカビー・サンダース

現在のアーカンソー州知事は、2022年の選挙で選ばれた共和党のサラ・ハッカビー・サンダースである。副知事は共和党のレスリー・ラトリッジ。
また、第42代アメリカ合衆国大統領ビル・クリントンの出身地である。
アーカンソー州選出のアメリカ合衆国上院議員はジョン・ブーズマンとトム・コットンで、いずれも共和党である。
アーカンソー州はアメリカ合衆国下院に4議席を保有しており、全て共和党の議員である。
| 年                                                                                      | 共和党         | 民主党         |
| --------------------------------------------------------------------------------------- | -------------- | -------------- |
| 2024年                                                                                  | 64.20% 759,241 | 33.56% 396,905 |
| 2020年                                                                                  | 62.40% 760,647 | 34.78% 423,932 |
| 2016年                                                                                  | 60.57% 684,872 | 33.65% 380,494 |
| 2012年                                                                                  | 60.57% 647,744 | 36.88% 394,409 |
| 2008年                                                                                  | 58.72% 638,017 | 38.86% 422,310 |
| 2004年                                                                                  | 54.31% 572,898 | 44.55% 469,953 |
| 2000年                                                                                  | 51.31% 472,940 | 45.86% 422,768 |
| 1996年                                                                                  | 36.80% 325,416 | 53.74% 475,171 |
| 1992年                                                                                  | 35.48% 337,324 | 53.21% 505,823 |
| 1988年                                                                                  | 56.37% 466,578 | 42.19% 349,237 |
| 1984年                                                                                  | 60.47% 534,774 | 38.29% 338,646 |
| 1980年                                                                                  | 48.13% 403,164 | 47.52% 398,041 |
| 1976年                                                                                  | 34.93% 268,753 | 64.94% 499,614 |
| 1972年                                                                                  | 68.82% 445,751 | 30.71% 198,899 |
| 1968年*                                                                                 | 31.01% 189,062 | 30.33% 184,901 |
| 1964年                                                                                  | 43.41% 243,264 | 56.06% 314,197 |
| 1960年                                                                                  | 43.06% 184,508 | 50.19% 215,049 |
| *アメリカ独立党のジョージ・ウォレスが 38.65%、235,627票を獲得し、アーカンソー州を制した |                |                |

### 立法府

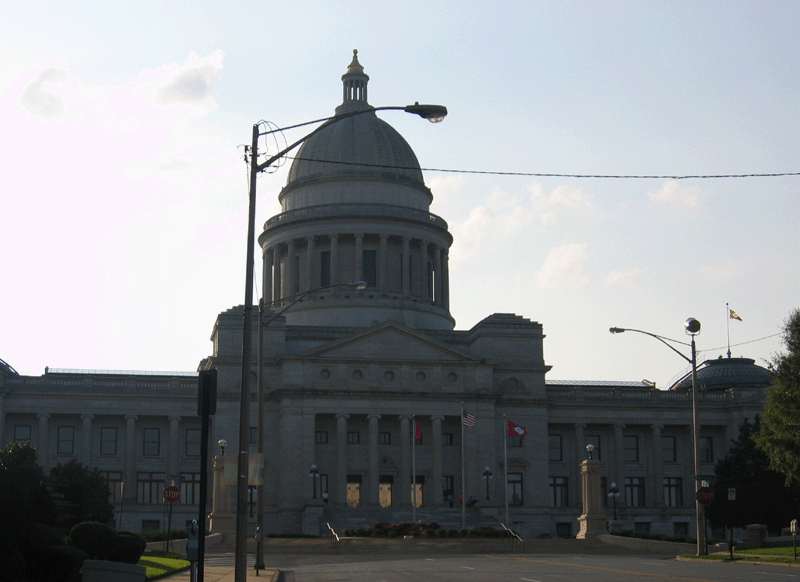
アーカンソー州会議事堂

共和党が州議会の多数を占めている。地方や州の役人もその大半は共和党員である。ただ、1992年の大統領選挙では、アーカンソー州生まれで州知事も経験した民主党大統領候補のビル・クリントンに過半数の票を投じた。他の州が3人の候補者の中から相対多数で選挙人票を渡す者を選んでいたのに対し、アーカンソー州は特異な存在になった。近年の大統領選挙でアーカンソー州は共和党への傾斜を強めている。2008年の大統領選挙ではジョン・マケインが20ポイント差で州を制し、2004年よりも共和党支持率が増えた数少ない州の1つとなった（他の同様な州はルイジアナ州、テネシー州、オクラホマ州、ウェストバージニア州だった）。バラク・オバマがアーカンソー州で振るわなかったことは、アーカンソー州出身と解釈される元ファーストレディのヒラリー・クリントンが民主党の候補指名を得られなかったことから、州民主党から熱狂的な支持を得られなかったためとする説がある。オバマはまた田園部白人の間でも支持率が低かった。
共和党は主に州北東部、特にフォートスミスやベントンビル、さらに北中部のマウンテンホーム (Mountain Home, Arkansas) 周辺で強い。北中部では90%以上の支持を得てきた。州内の南東部は若干民主党寄りである。レコンストラクション以来、共和党はアメリカ合衆国上院の2議席共独占してきたが、20世紀は民主党が独占、21世紀以降は再び共和党が独占している。21世紀最初の10年間に、民主党がアメリカ合衆国上院の2議席を独占したことでは、旧アメリカ連合国に加盟した州の中で3州（他にフロリダ州とバージニア州）しかないものの1つになっている。また、共和党はレコンストラクション以降2010年代前半まで州議会を制したことがなく、国内でもマサチューセッツ州、ハワイ州、コネチカット州に次いで、民主党優勢な議会になっていた。
有権者登録状況を見ると共和党と民主党が拮抗しているが、アーカンソー州の民主党は特にリトルロック市以外で、全国と比較して保守的な傾向が強くなっている。州議会の民主党員はブルードッグ連衡 (Blue Dog Coalition) に入っており、中道から左派が主流である民主党本流と比較して、事業寄り、軍事寄り、かつ社会的には保守的である。州内に福音主義プロテスタントが多いこともあって、社会的に強い保守色を示している。アーカンソー州憲法の下で働く権利のある州であり、有権者は同性結婚の禁止に75%が同意し、「ロー対ウェイド事件」最高裁判決が覆るときには人工中絶を再び禁止する法を持つ数少ない州の1つである。
副知事は州知事とは別に選出されるので、両者の所属政党が異なる場合がある。
州役人の任期は4年間である。任期制限があり、2期プラス第1期前の部分的な任期となっている。知事の任期は住民投票で延長が認められるまで2年間だったが、1986年の一般選挙から4年間になった。州レベルの選挙は大統領選挙の年の2年後に行われている。
郡内75の郡のうち10郡は2つの郡庁所在地を持っている。これは郡内の移動が極めて困難だった時代に起源がある。郡庁所在地は郡内の北と南というふうに対称的な位置にあるのが普通である。移動が容易になって2つの郡庁所在地という仕組みを排除しようという動きはあったが、郡庁所在地であるということが関連する町の自負心に繋がっているため、現在も消えていない。
アーカンソー州憲法第19条（その他の規程）第1項は、「役職につく資格無しとされた、あるいは証人として宣誓する資格無しとされた無神論者」という題であり、「神の存在を否定する者は、この州の公的部門の職に就くことを得ず、いかなる裁判所でも証人として宣誓することができない」とされている。しかし、1961年、「トーカソ対ワトキンス事件」についてアメリカ合衆国最高裁判所判決は、メリーランド州にある同様な要求事項がアメリカ合衆国憲法修正第1条と同第14条に違背するので、この要求を強制できないと判断した。アメリカ合衆国憲法修正第14条は判例によって、修正第1条を含む権利章典が各州を拘束するものとしている。その結果、この要求事項は現代では強制できないと見なされ、裁判所で異議申し立てがあっても却下されると理解されている。

## 経済
アーカンソー州の2010年の総州生産高は1,030億米ドルであり、2004年の一人当たりの収入中央値は35,295米ドルだった。農業州であり、近年は大豆、モロコシや米、鶏肉と鶏卵、牛、豚、牛乳、綿花などを産する。製造業としては加工食品、電気機械、金属製品、機械類、紙製品があり、石油、石炭、ボーキサイト、臭素、バナジウムなどの資源もあるが経済的水準は低い。

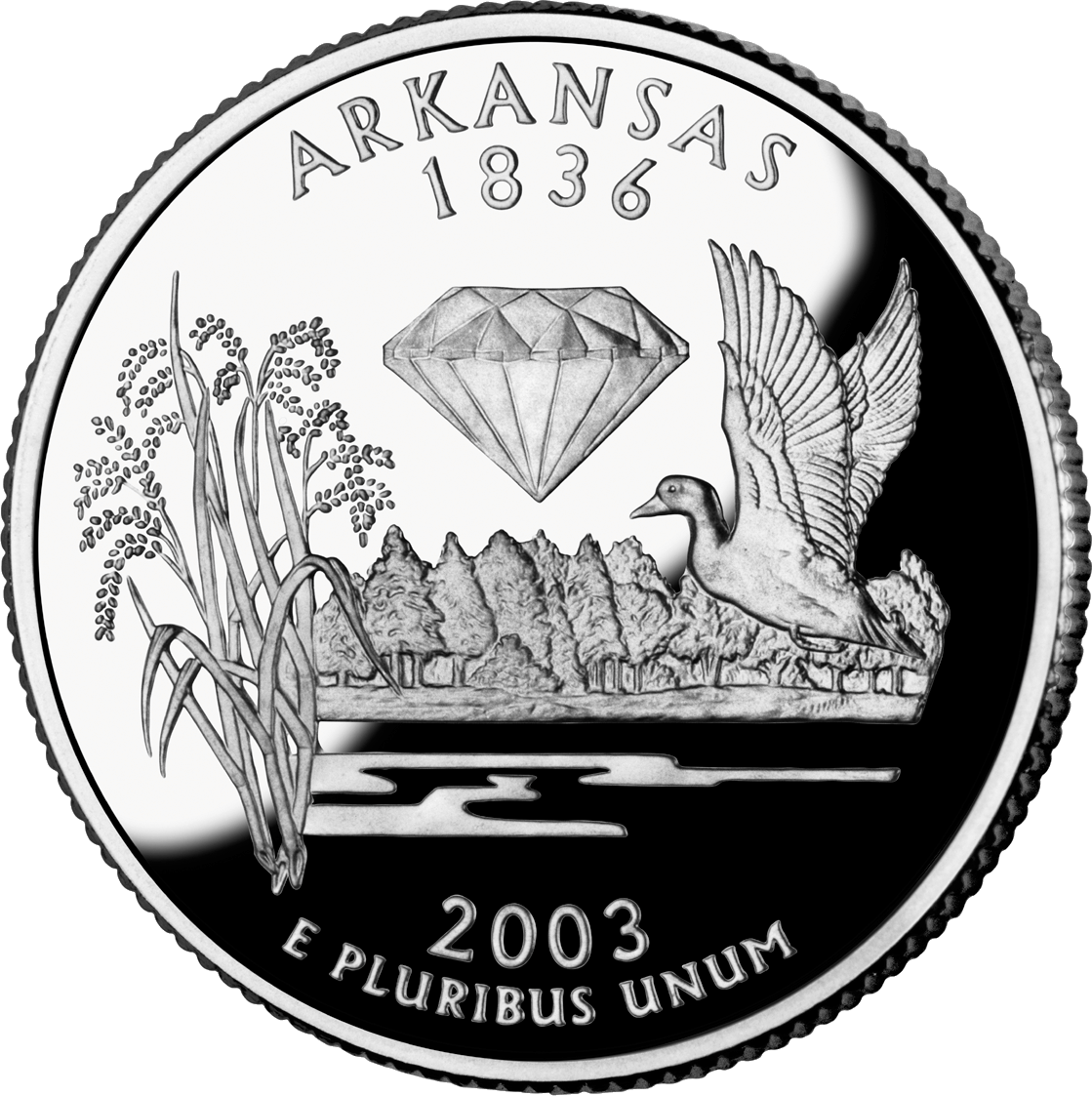
アーカンソー州4分の1ドル硬貨

2011年8月時点で州内失業率は8.3%である。
州北西隅にはウォルマート、J・B・ハント（輸送業）、タイソン・フーズ（食品加工業）など世界的企業数社が本社を置いている。世界最大の流通小売業者ウォルマートは州北西部のベントンビルに本社を置いており、同市を企業城下町としている。この地域は1970年代から好景気を経験している。
近年州東部では自動車部品産業の工場が開設され、他州の自動車組み立て工場を支えている。
観光業も大変重要になってきた。州の公式のニックネーム「自然の州」は1970年代に観光宣伝用に作られ、今日でも日常に使われている。全米随一の温泉都市であるホットスプリングスが知られ、一帯はホットスプリングス国立公園となっており、年間300万人が訪れる一大観光地となっている。
フォーブスに拠れば、アーカンソー州は、事業に最適な州で第21位、事業コストで第9位、労働者にとって第40位、環境規制で第22位、経済観測で第17位、成長見込みで第9位、州総生産で第34位、経済成長率は3.8%で第22位となっている。

### 主要雇用主
アーカンソー州経済開発委員会に拠れば、2010年の雇用数による企業・団体順位は以下の通りである。
| 順位 | 会社                                               |
| ---- | -------------------------------------------------- |
| 1    | アーカンソー州                                     |
| 2    | ウォルマート                                       |
| 3    | アメリカ合衆国政府                                 |
| 4    | タイソン・フーズ                                   |
| 5    | バプテスト・ヘルス                                 |
| 6    | アクシコム                                         |
| 7    | アーカンソー小児病院                               |
| 8    | J・B・ハント輸送サービス                           |
| 9    | シスターズ・オブ・マーシー・ヘルス・システム       |
| 10   | クローガー                                         |
| 11   | アーベスト銀行グループ                             |
| 12   | コミュニティ・ヘルス・システムズ                   |
| 13   | サイモンズ・フーズ                                 |
| 14   | USAトラック                                        |
| 15   | ジョージア・パシフィック（製紙）                   |
| 16   | ロウズ                                             |
| 17   | セントヴィンセント・インファーマリー病院           |
| 18   | フェデックス                                       |
| 19   | エンタージー（エネルギー）                         |
| 20   | ベライゾン・コミュニケーションズ                   |
| 21   | ユニオン・パシフィック鉄道                         |
| 22   | ディラーズ（百貨店）                               |
| 23   | PAM輸送サービス                                    |
| 24   | ピルグルムズ・プライド（食品加工）                 |
| 25   | AT&T                                               |
| 26   | バルダー電気                                       |
| 27   | ユナイテッド・パーセル・サービス                   |
| 28   | セントバーナード医療センター                       |
| 29   | ダラー・ジェネラル（小売）                         |
| 30   | アーカンソー・ブルークロス・アンド・ブルーシールド |
| 31   | ワールプール・コーポレーション                     |
| 32   | ジョージズ                                         |
| 33   | ハスクバーナ・ホーム・プロダクツ                   |
| 34   | スパークス・ヘルス・システム                       |
| 35   | ダッソー・アビアシオン・グループ                   |
| 36   | OKインダストリーズ                                 |
| 37   | ジェファーソン地域医療センター                     |
| 38   | ハープス・フードストアズ                           |
| 39   | ウォルグリーン                                     |
| 40   | アーカンソー中央大学                               |
| 41   | クーパー・タイヤ・アンド・ラバー                   |
| 42   | ワシントン地域医療センター                         |
| 43   | J.C.ペニー                                         |
| 44   | ニューコア                                         |
| 45   | ヘリテージ                                         |
| 46   | コンアグラ・フーズ                                 |
| 47   | ライスランド・フーズ                               |
| 48   | ザ・ホーム・デポ                                   |
| 49   | マッキー・フーズ                                   |
| 50   | アメリカン・グリーティングス                       |

医療センターを含むアーカンソー医学大学は上記アーカンソー州に含まれており、これを分離すればベストテンに入る。

### 水産養殖
アーカンソー州はブチナマズの養殖では国内第3位であり、2010年時点で約19,200エーカー (77 km2) が養殖に使われている。最盛期の2002年には38,000エーカー (152 km2) が養殖に使われていた。2007年の売り上げは7,150万ドルとなり、国内市場の16%に相当した。養殖を始めたのは1950年代後半であり、国内でも初めてのことだった。綿花や大豆の価格が低下した時代に新しい収入源を求めた農家がナマズ養殖業に参入し1990年代まで成長を続けた。銀行も安定した収入源と見なして融資を行った。

### 税

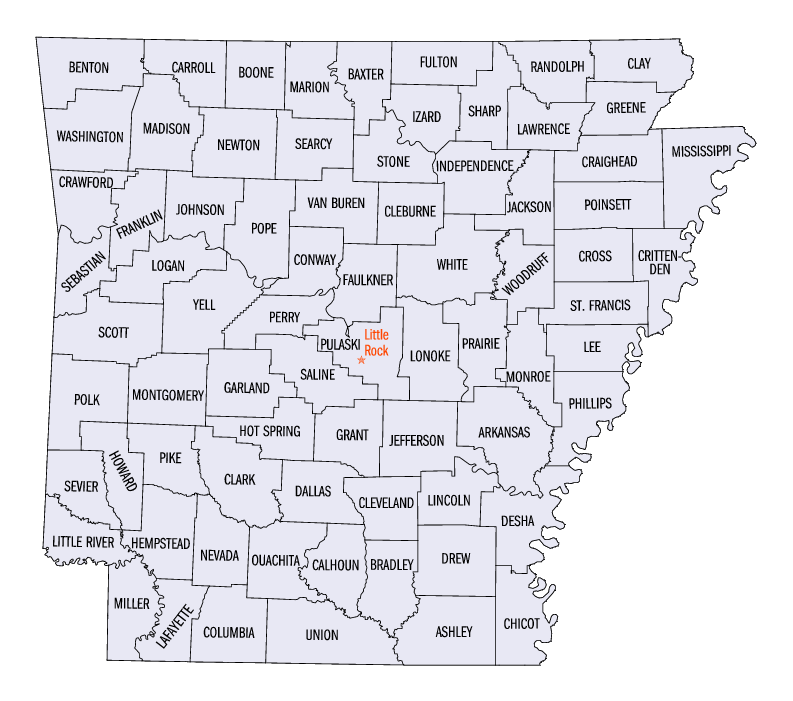
アーカンソー州の郡配置図

アーカンソー州は州税の所得税として1.0%から7.0%まで6段階を課している。従軍中の者の軍からの給与のうち9,000ドルは非課税であり、士官は6,000ドルまで非課税である。退職者は社会保障費について無税であり、年金については基礎控除後に6,000ドルまで非課税である。テキサーカナ市住民はアーカンソー州の所得税を払う必要がない。テキサス州のテキサーカナ市住民がここで得た賃金や事業所得も非課税である。消費税と使用税は現在6%である。様々なサービスも消費税の対象になっている。この中にはレッカー牽引、ドライクリーニング、ボディピアス、刺青、電気分解治療、有害生物防除、警備安全監視、倉庫サービス、ボートの保管と修理、ペットケアなどが含まれている。
州税の消費税に加えて、300以上の地方税がある。都市や郡は地方税を課す権限があり、また有権者の承認でそれを使うことができる。これら地方税には上限がある。課税評価額の1%について25ドルを超えてはならない。これら地方税は州が徴収し、毎月地方政府に配分される。世帯収入が年間12,000ドルを下回る低所得者は電気料金について消費税を免除される。
アルコール飲料の販売は税額が増える。レストランでビールを除くアルコール飲料を販売すると10%の加算が行われる。業務用に販売された混酒（ビールとワインを除く）には4%が付加される。業務用のビールには3%が付加される。
資産税は個人の不動産について評価される。評価額の20%が課税対象である。

## 交通

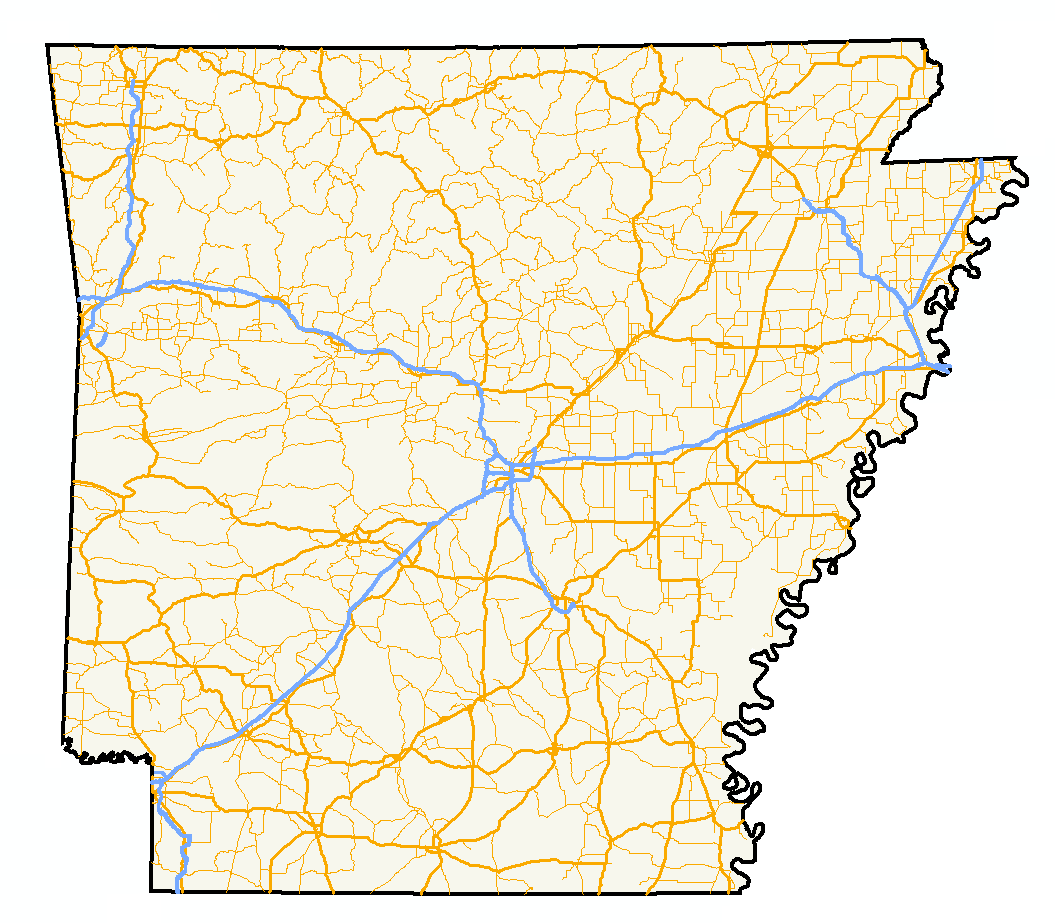
2009年時点の道路網

州間高速道路としては次の路線が州内を通っている
- 州間高速道路30号線
- 州間高速道路40号線
- 州間高速道路55号線
- 州間高速道路430号線 接続線
- 州間高速道路440号線 接続線
- 州間高速道路530号線 拡張線
- 州間高速道路540号線 拡張線
- 州間高速道路630号線 接続線

また以下の路線が建設中である
- 州間高速道路49号線 ベラビスタからテキサーカナ
- 州間高速道路69号線 ミシシッピ州グリーンビルからエルドラード
- 州間高速道路130号線 テキサーカナ地域への接続線
- 州間高速道路555号線 ギルモアからジョーンズボロ

このほかアメリカ国道は20路線、アーカンソー州道は200以上の路線がある。
商業空港は4か所ある。クリントン・ナショナル空港、ノースウエストアーカンソー地方空港、フォートスミス地域空港、およびテキサーカナ地域空港である。他にも多くの小さな空港がある。
アムトラックの旅客列車「テキサス・イーグル号」は、州内のウォルナットリッジ、リトルロック、マルバーン、アーカデルフィア、テキサーカナで停車する。
アーカンソー交通協会に所属するセントラル・アーカンソー交通公社やオザーク地域交通などの機関が、高齢者や身体障害者のために公共輸送サービスを提供している。

## 教育及び研究センター

### 研究センター
- Arkansas Cherokee Indian Research
- Dale Bumpers National Rice Research Center website
- National Center for Toxicological Research website

### 単科及び総合大学

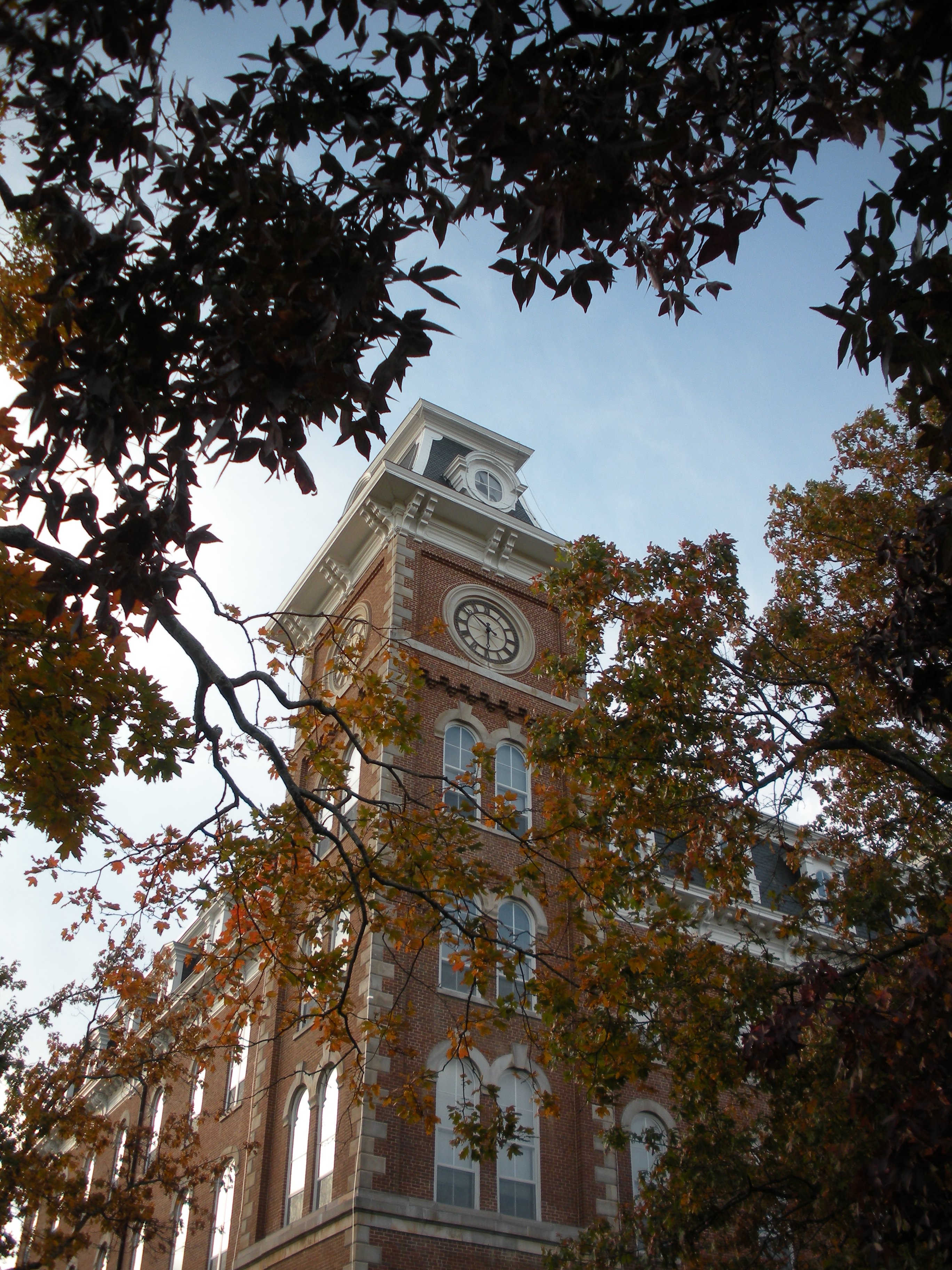
アーカンソー大学

- en:University of Arkansas System
  - アーカンソー大学 - フェイエットビル本校
  - en:University of Arkansas - Fort Smith
  - en:University of Arkansas at Little Rock
  - en:University of Arkansas for Medical Sciences
  - en:University of Arkansas at Monticello
  - en:University of Arkansas at Pine Bluff
- en:Arkansas Baptist College
- en:Arkansas Tech University
- en:Central Baptist College
- ハーディング大学
- ヘンダーソン州立大学（英語版）
- en:Hendrix College
- en:John Brown University
- en:Lyon College
- ワシタ・バプテスト大学
- Philander Smith College
- en:Southern Arkansas University
- アーカンソー中央大学
- en:University of the Ozarks
- en:Williams Baptist College

- アーカンソー州立大学

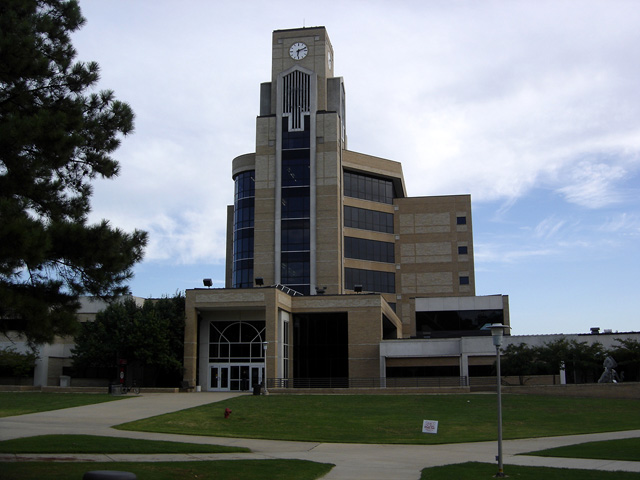
アーカンソー州立大学

  - Arkansas State University - Jonesboro
  - Arkansas State University - Beebe
  - Arkansas State University - Mountain Home
  - Arkansas State University - Newport
  - Arkansas State University - Marked Tree
  - Arkansas State University - Heber Springs
  - Arkansas State University - Searcy

## その他

### 同州出身の有名人
ラスト・ネイムの五十音順
あ行
- アーキー・ヴォーン - 野球選手 (アメリカ野球殿堂表彰者)
- ジュニア・ウォーカー - ソウル音楽家

か行
- ジョニー・キャッシュ - カントリー歌手
- ポール・ワイアット・キャラウェイ - 軍人
- ウィリアム・マックスフィールド・ギャロット - 教育者・キリスト教宣教師
- アル・グリーン - ソウル歌手
- ジョン・グリシャム - 作家
- ビル・クリントン - 第42代アメリカ合衆国大統領
- デヴィッド・ゴードン・グリーン - 映画監督
- ジョージ・ケル - 野球選手 (アメリカ野球殿堂表彰者)

さ行
- ファラオ・サンダース - ジャズ音楽家
- トラビス・ジャクソン - 野球選手 (アメリカ野球殿堂表彰者)
- ルイ・ジョーダン - ジャンプ・ブルース音楽家
- ジョー・ジョンソン - バスケットボール選手
- ジョン・スナイダー - 実業家
- ビリー・ボブ・ソーントン - 俳優・映画監督

た行
- ジェーソン・ダグラス - 俳優・声優
- ディジー・ディーン - 野球選手 (アメリカ野球殿堂表彰者)
- ジャーメイン・テイラー - プロボクサー
- ジョニー・テイラー - ソウル歌手
- ウィリー・デービス - 野球選手
- コンウェイ・トウィッティ - カントリー歌手

な行
- コンロン・ナンカロウ - 作曲家

は行
- A.J.バーネット - 野球選手
- カルロス・ハスコック - 軍人
- パット・バレル - 野球選手
- トリイ・ハンター - 野球選手
- スコッティ・ピッペン - バスケットボール選手
- ビンス・フォスター - 弁護士
- ブラック・オーク・アーカンソー - サザン・ロック・グループ
- ルー・ブロック - 野球選手 (アメリカ野球殿堂表彰者)
- レヴォン・ヘルム - ルーツ・ロック音楽家
- ウェス・ベントリー - 俳優
- アート・ポーター・ジュニア - サックス奏者
- ブリジット・ホール - ファッションモデル
- カール・ボレス - 野球選手

ま行
- ダグラス・マッカーサー - GHQ総司令官(初代)
- レオン・マックファーデン - 野球選手
- リック・マンデイ - 野球選手
- ベン・ムーディー - 音楽家
- ロイド・モスビー - 野球選手

や行
ら行
- クリフ・リー - 野球選手
- ソニー・リストン - プロボクサー
- チャーリー・リッチ - カントリー歌手[55]
- ジョシュ・ルーカス - 俳優
- シスター・ロゼッタ・サープ - ゴスペル歌手
- ロバート・ロックウッド・ジュニア - ブルース歌手
- ブルックス・ロビンソン - 野球選手 (アメリカ野球殿堂表彰者)

わ行

### 日本の姉妹都市
- (岩手県花巻市) - (ホットスプリングス市)